# 279 툴레
279 툴레(279 Thule)는 1888년에 요한 팔리사가 발견하였다. 279 툴레는 목성의 평균운 동(299.13°)의 약 4분의 3에 해당하는 평균운동을 가지는 것으로 궤도공명을 하고 있다. 따라서 특수한 섭동(攝動)을 받게된다.
279 툴레는 안정된 궤도를 유지하기 때문에 툴레 소행성군을 이루는 것으로 간주된다. 여기에 속한 다른 소행성으로는 (186024) 2001 QG207, (185290) 2006 UB219 가 있는 것으로 알려졌다.